# Кош-Кёль
Кош-Кёль (кирг. Кош-Көл) — село в Иссык-Кульском районе Иссык-Кульской области Кыргызстана. Входит в состав Тамчынского аильного округа. Код СОАТЕ — 41702 215 830 02 0.

## Население
По данным переписи 2009 года, в селе проживало 384 человека.